# Sospesa (Antonella Ruggiero)
Sospesa è il terzo album da solista della cantante italiana Antonella Ruggiero, pubblicato dall'etichetta discografica Universal nel 1999.

## Il Disco
L'uscita nei negozi avviene solo nel mese di aprile e non in concomitanza con la partecipazione al Festival di Sanremo del brano Non ti dimentico, con il quale la Ruggiero sfiora la vittoria (alle spalle di Anna Oxa, come avvenuto l'anno prima con Amore lontanissimo).
Nell'album, caratterizzato da suoni elettronici ed effetti campionati all'avanguardia, trovano spazio canzoni dal ritornello dinamico e arioso, arricchiti dalla presenza di un'orchestra di archi, composta da quattordici elementi e diretta dal maestro Carlo Cantini.
Nell'organico strumentale, oltre agli archi, vi sono: numerose chitarre elettriche, chitarra acustica a dodici corde, basso elettrico, contrabbasso elettrico ed i Celli. La base ritmica, le percussioni e la batteria sono del fedele strumentista Ivan Ciccarelli.
Canzoni orecchiabili si accostano a brani melodici ed a quelli dall'atmosfera spesso sognante, esotica ed evocativa. La voce di Antonella Ruggiero vola leggera ed eterea, dando vita a liriche di rara bellezza che fanno sì che questo suo lavoro sia considerato sia dal pubblico che dalla critica, il più bello a suo nome.
Quasi tutti i testi portano la firma di Antonella Ruggiero, Roberto Colombo ed il poeta e paroliere Kaballà, eccezion fatta per Di perle e inverni, scritta da Giovanni Lindo Ferretti, Controvento, scritta da Roberto Colombo, L. Ferrario, M. Grilli e Kaballà, e And Will You Love Me, il brano che chiude il disco, scritto appositamente da Ennio Morricone e registrata con l'Orchestra di Londra per il film I guardiani del cielo di Alberto Negrin. Per la sua commovente interpretazione, la Ruggiero è stata paragonata a Barbara Streisand.
Non ti dimentico" è forse il brano più intenso del disco. Nonostante la mancata vittoria al Festival, il relativo singolo si piazza nelle prime posizioni nella hit parade.
Il singolo Controvento, con cui partecipa al Festivalbar, entra anch'esso in classifica, tanto da spingere Antonella Ruggiero a realizzarne un videoclip che sarà poi battutissimo dalle televisioni musicali. Controvento è stata anche la sigla della seconda serie della fiction Vento di ponente.
Sospesa è stato ristampato nel 2006, per festeggiare i dieci anni di carriera solista di Antonella Ruggiero, con una versione inedita di Non ti dimentico.

## Tracce
1. Inafferrabile
2. Non dirmi dove, non dirmi quando
3. Non ti dimentico
4. Sospesa
5. Controvento
6. Non senso
7. 1999
8. Ipnotica magnetica
9. Mille molecole
10. Di perle e inverni
11. And Will You Love Me
12. Non ti dimentico (archi+fx) (bonus track presente nella ristampa del 2006)

## Musicisti
- Antonella Ruggiero - voce
- Paolo Costa - basso
- Ivan Ciccarelli - batteria, percussioni, tastiere
- Marco Pancaldi - chitarra
- Enrico Orlandelli - basso
- Marcello Cosenza - chitarra elettrica
- Silvio Pozzoli - chitarra a 12 corde, chitarra acustica
- Roberto Colombo - tastiere, programmazione
- Sandro Di Paolo - viola
- Carlo Cantini - violino
- Enrico Guerzoni - violoncello
- Phil Drummy - sax
- Capital Voices - archi
- Ennio Morricone - archi
- Stefano Barzan - archi, arrangiamenti
- Eric Persing - cori

## Classifiche
| Classifica (1999) | Posizione |
| ----------------- | --------- |
| Italia            | 24        |